# Pheidole vaslitii
Pheidole vaslitii är en myrart som beskrevs av Theodore Pergande 1896. Pheidole vaslitii ingår i släktet Pheidole och familjen myror. Inga underarter finns listade i Catalogue of Life.